# Alice 19th
 (février 2023).
Si vous disposez d'ouvrages ou d'articles de référence ou si vous connaissez des sites web de qualité traitant du thème abordé ici, merci de compléter l'article en donnant les références utiles à sa vérifiabilité et en les liant à la section « Notes et références ».
Alice 19th (ありす19th, Arisu naintīnsu) est un manga de Yū Watase. Comportant sept volumes au total, il est publié en français aux éditions Glénat.

## Résumé de l'histoire
Alice Séno, quinze ans, est amoureuse de Kyo Wakamiya, mais ne peut avouer son amour car sa sœur Mayura sort avec lui.

Un jour Alice sauve un lapin, qui se transforme en jeune fille nommée Nyozeka qui dit à Alice qu'elle a le potentiel de devenir un lotis master, personne capable d'utiliser le pouvoir des mots. Alice, qui n'y croit pas, se dispute avec sa sœur et lui demande de disparaître... ce qui se produit. Alice a en effet utilisé accidentellement ce pouvoir.

Pour sauver Mayura, prisonnière de la noirceur de son propre cœur, Alice, aidée de Wakamiya et Frey, un grand lotis master qui est apparu et qui semble ne pas lâcher Alice car il est amoureux d'elle, qui se révèle également être capable d'utiliser ce pouvoir, va tout faire pour apprendre à maîtriser cette force.

## Les personnages
- Alice Séno (瀬野 ありす, Seno Arisu?), 15 ans, est très moyenne dans tout ce qu'elle entreprend. Elle a beaucoup de mal à se confier à ses amis. Par peur d'être blessée, elle se renferme souvent sur elle-même et parle peu. Elle oublie trop souvent sa personne et se préoccupe beaucoup du bien-être des autres. Son péché mignon : les SMS et les mails.

- Mayura Séno (真由良, Mayura?), 16 ans, est la sœur d'Alice. Très jolie et assez sportive, elle est douée, obtient toujours de bonnes notes et réussit tout ce qu'elle entreprend. Elle déteste la solitude et est très populaire, en amitié comme en amour. Elle dit toujours ce qu'elle pense, même lorsque cela risque de blesser les autres. Responsable, elle assume le rôle de grande sœur, jouant parfois même le rôle de ses parents auprès d'Alice même si à la fin elle l'a détestera. Son gros défaut : elle n'aime pas perdre et est très jalouse de ceux qui réussissent mieux qu'elle.

- Kyô Wakamiya (若宮 叶, Wakamiya Kanō?), 17 ans, est un grand sportif. Il pratique le kyūdō - tir à l'arc traditionnel - au club du lycée, en compagnie de Mayura (qui était au début sa petite amie mais se rendra finalement compte qu'il l'a considérait plus comme une amie). Très sévère envers lui-même, il cherche à être un bon garçon : calme, travailleur, passionné, honnête, réussissant très bien ses études... Parallèlement, il travaille au salon de thé de son oncle et confectionne d'excellentes pâtisseries. Il est amoureux d'Alice. Son défaut majeur : il se laisse souvent envahir par des souvenirs noirs de son passé.

- Nyozeka (ニョゼカ?). C'est le nom de la lapine qu'Alice a sauvée. Elle cherchait Alice depuis très longtemps et lui révèle qu'elle est un Lotis-master hors pair. Elle l'aide dans l'apprentissage de sa mission. Son grand rêve : se réincarner en être humain. On retrouve un morceau de son histoire avant sa rencontre avec Alice à la fin du tome 7, sous le titre Bunny Heart.

- Frey Wilhazen, 19 ans, est un guide sacré du sanctuaire de Lotsan. D'aspect frivole, mais très fidèle dans ses sentiments, c'est un original. Il est amoureux d'Alice et la considère comme la "seule pouvant être sa femme". D'ailleurs il considère Kyô comme son "rival". Sa particularité physique : une tresse à trois brins du côté gauche. Son péché mignon : faire de la confiture et passer son temps à en manger.

- Chris, de son vrai nom Christopher William Orson Andrew Roland, n'a que 13 ans mais est très doué : il fréquente déjà l'université et apprend à maîtriser les lotis. Il fait déjà très adulte et ne manque jamais le rituel anglais du thé. Son problème majeur : beaucoup sont jaloux de sa réussite et il a donc peu d'amis sincères. Son péché mignon : il adore les friandises. Sa particularité : il se promène toujours avec son hirondelle apprivoisée.

- Pai Mei Lin, 17 ans, Lotis-master de Shanghai, possède un esprit de leader. Très sportive, elle aime la franchise et la justice. À ses moments perdus, elle apprend à chanter avec la Compagnie Geino. Son souci actuel : elle ne trouve pas de petit ami.

- Billy Mac Dowell : Lotis-master de 28 ans, il est venu des États-Unis pour aider Alice et Kyô à ramener Mayura dans la lumière. Il a grandi en banlieue et possède son franc-parler parfois un peu rude. Il aime bien les bagarres mais sait rester responsable.

- Les nombreux autres personnages sont à découvrir au fil de cette histoire semi-fantastique.

## Les 24Lotisou mots sacrés
1. Manoo : tendresse, amour
2. Paasa : vérité, bonne foi, détermination
3. Dana : bienfait, eau
4. Iru : flammes, passion
5. Saakua : intelligence, écoute, connaissance, compréhension
6. Jeta : victoire, bataille, justice
7. Riiya : défense, esquive, bouclier
8. Rana : espoir, joie, gloire, bonheur
9. Areto : purification, candeur, raison
10. Wido : confiance, gratitude, sacrifice de soi
11. Luta : persévérance, volonté
12. Saato : beauté, distinction, perfection, cohésion
13. Shibi : paix, calme, tranquillité
14. Jiiva : récupération, guérison
15. San : amitié, cercle
16. Kaara : protection, vêtement
17. Radje : lumière, soleil
18. Fora : temps, flux, continuité, éternité
19. Rang : courage, action
20. Utei : vue, extralucidité, réveil
21. Sheto : vie, longévité, destin
22. Sama : chemin, guider, possibilité
23. Vimk :suppression, libération, vent
24. Yugu : concrétisation, arbre

## Liste des tomes
Les sept volumes ont été publiés au Japon chez Shogakukan Inc., Tōkyō.
En France, ils sont publiés chez Glénat et traduits par Flora Huynh.
- Tome 1 :
  - Publication japonaise : 2001
  - Publication française : 21 mai 2003[1]

- Tome 2 :
  - Publication japonaise : 2001
  - Publication française : août 2003

- Tome 3 :
  - Publication japonaise : 2001
  - Publication française : octobre 2003

- Tome 4 :
  - Publication japonaise : 2002
  - Publication française : janvier 2004

- Tome 5 :
  - Publication japonaise : 2002
  - Publication française : mars 2004

- Tome 6 :
  - Publication japonaise : 2002
  - Publication française : août 2004

- Tome 7 :
  - Publication japonaise : 2003
  - Publication française : janvier 2005